# 工業所有権に関する手続等の特例に関する法律
工業所有権に関する手続等の特例に関する法律（こうぎょうしょゆうけんにかんするてつづきとうのとくれいにかんするほうりつ、平成2年6月13日法律第30号）は、工業所有権の取得等に関する手続を、電磁的方法により行うことに関する日本の法律で、特許法、実用新案法、意匠法、商標法、特許協力条約に基づく国際出願等に関する法律に対する特例法である。
電磁的方法による手続および登録料の納付方法のほか、登録情報処理機関の登録の基準、登録調査機関の登録の基準、特定登録調査機関の登録の基準、取消およびそれらの更新方法についても規定されている。